# عطا الله شاه الأول سلطان قدح
كان بادوكا سري السلطان عطا الله محمد شاه الأول ابن السلطان سليمان شاه الأول (توفي في 22 يناير 1473) هو السلطان الثامن لسلطنة قدح. كان عهده من 1423 إلى 1473.